# Sheila Mary Fugard
Sheila Mary Fugard (1932) is een Zuid-Afrikaans schrijfster. Zij is de echtgenote van de toneelschrijver Athol Fugard. 
Ze werd geboren in Engeland en vertrok op vijfjarige leeftijd naar Zuid-Afrika, waar zij later Drama studeerde aan de Universiteit van Kaapstad. Behalve haar twee dichtbundels Thresholds (1975) en Mythic things (1981) schreef ze korte verhalen en romans. The castaways  (1972) is haar eerste roman, geschreven in een surrealistische stijl. Rite of passage verscheen in 1976 en A revolutionary woman in 1983. Dit laatste werk is in vertaling verschenen in Denemarken, Zweden, Noorwegen, Nederland, Duitsland en Frankrijk. De stijl van deze roman kenmerkt zich door het gebruik van relatief korte zinnen. Er wordt een beschrijving gegeven van gebeurtenissen in de tijd dat Gandhi in Zuid-Afrika was. Hoofdpersoon is Christina, een Engelse vrouw die zich heeft teruggetrokken in de Karoo, een verlaten semi-woestijngebied. Zij is lerares aan een 'kleurlingen'school en wordt steeds geconfronteerd met haar politieke verleden - zij is aanhangster van de ideeën van Gandhi - en raakt verzeild in een relatie met een 'kleurling'. Het tijdsaspect wordt overstegen: hoewel het verleden centraal staat, hebben alle verwikkelingen betekenis voor het heden.
- Bibliothèque nationale de France: cb12029098k (data)
- Gemeinsame Normdatei: 1208775618
- International Standard Name Identifier: 0000 0000 8350 2831
- Library of Congress Control Number: n84198645
- Nationale Bibliotheek van Israël: 987007451838405171
- Nederlandse Thesaurus van Auteursnamen: 071698604
- SNAC: w69w7zv1
- Système universitaire de documentation: 028459652
- Virtual International Authority File: 2485138
- WorldCat: E39PBJkTcyjPtmw47qcX8pMwYP